# Настич, Боян
Бо́ян На́стич (серб. Бојан Настић; род. 6 июля 1994, Власеница, Республика Сербская, Босния и Герцеговина) — боснийский и сербский футболист, защитник клуба «Ягеллония». Выступал в сборной Боснии и Герцеговины.

## Клубная карьера
Начал заниматься футболом в детской команде клуба «Власеница».
В 2009 году Настич на юношеском турнире был замечен скаутами «Войводины» и вскоре присоединился к команде из Нови-Сада. 7 апреля 2012 дебютировал в основной команде, выйдя на поле с первых минут матча с «Радом». Эта игра так и осталась единственной для защитника в сезоне 2011/12. На следующий год принял участие в 14 матчах первенства. 11 июля 2013 провёл первую игру в еврокубках, выйдя на замену в матче квалификации Лиги Европы против мальтийского клуба «Хибернианс». В следующей игре второго по значимости европейского турнира против венгерского «Гонведа» защитник был удалён с поля на 21 минуте встречи.
В матче 22 тура чемпионата Сербии 2013/14 против белградского «Партизана» уже к 12 минуте получил две жёлтые карточки, оставив свою команду в меньшинстве. Настич в составе «Войводины» стал обладателем кубка Сербии 2013/14, приняв участие в 2 встречах турнира.
25 мая 2014 года забил первый мяч в профессиональной карьере.

## Карьера в сборной
Боян выступал за юношескую сборную Сербии (до 17 лет).

## Достижения
«Войводина»
- Обладатель Кубка Сербии: 2013/14

«Генк»
- Обладатель Суперкубка Бельгии : 2019

«БАТЭ»
- Обладатель Кубка Белоруссии : 2019/20